# عليك سعيد ومبارك (مسلسل)
عليك سعيد ومبارك، مسلسل كوميدي اجتماعي خليجي من إنتاج تلفزيون الكويت.
من بطولة الفنانة هدى حسين و أحمد الصالح و زينب العسكري و منى شداد و لطيفة المجرن وليلى السلمان و سعاد علي و عبد الرحمن العقل وهيا الشعيبي و محمد الشطي و علي السميري و شهد الياسين و سمير القلاف ورجاء عبد الله وتأليف طارق عثمان وإخراج يوسف حمودة.